# Kattendijke
Kattendijke es una localidad del municipio de Goes, en la provincia de Zelanda (Países Bajos). Hasta 1970 poseyó municipio propio.